# Parotis minor
Parotis minor is een vlinder uit de familie van de grasmotten (Crambidae), uit de onderfamilie van de Spilomelinae. De wetenschappelijke naam van deze soort is voor het eerst voorgesteld als Margarodes minor door Arnold Pagenstecher in een publicatie uit 1884.
De soort komt voor in Indonesië (Ambon).